# Monumento Umschlagplatz

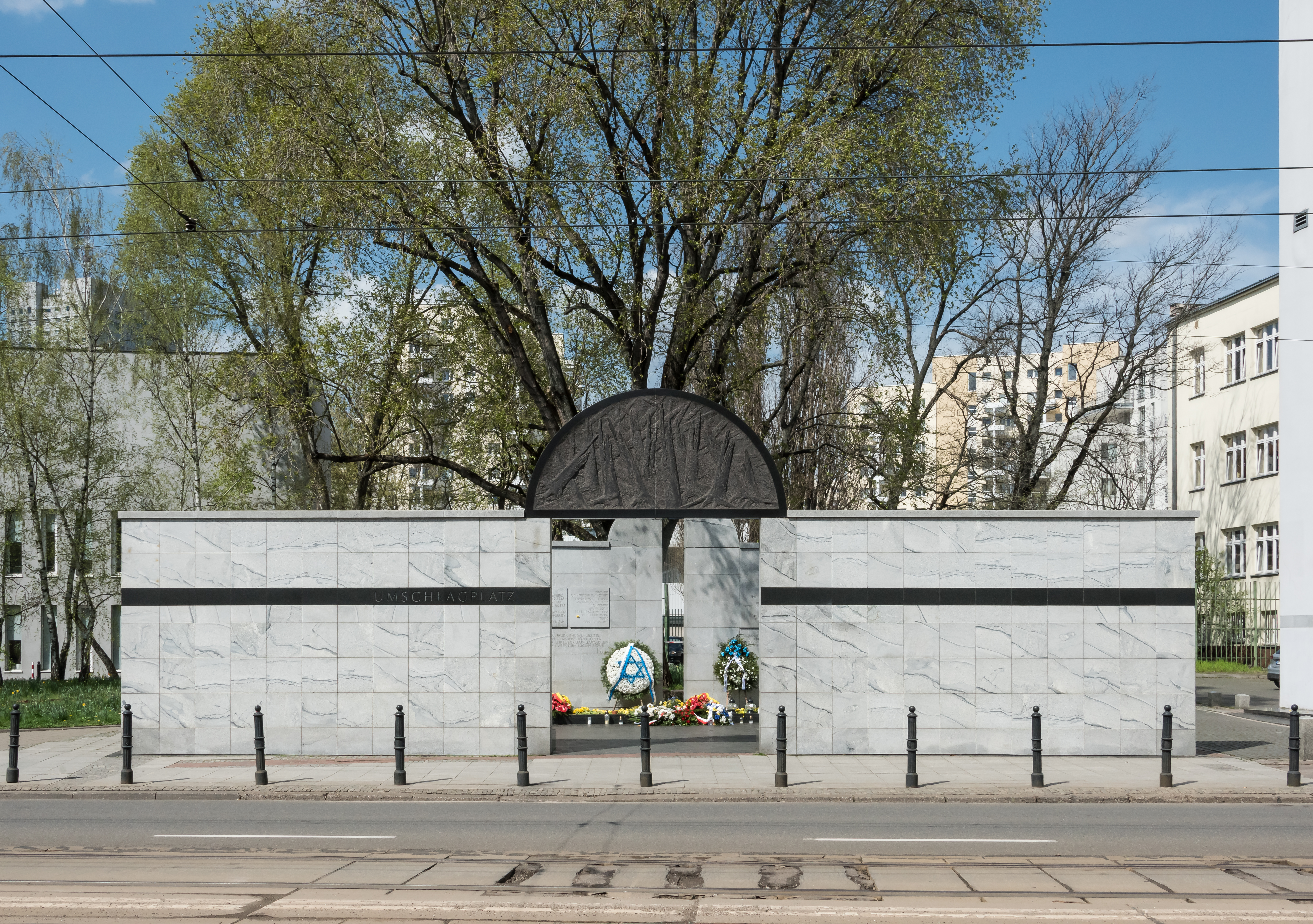
Umschlagplatz

Monumento Umschlagplatz (nombre completo: Muro-Monumento Umschlagplatz) - un monumento situado en Varsovia en la calle Stawki, en la antigua plaza de transbordo, de donde, en los años 1942-1943 los alemanes transportaron al campo de exterminio de Treblinka y a los campos del distrito de Lublin a más de 300 mil de judíos del gueto de Varsovia.

## Descripción

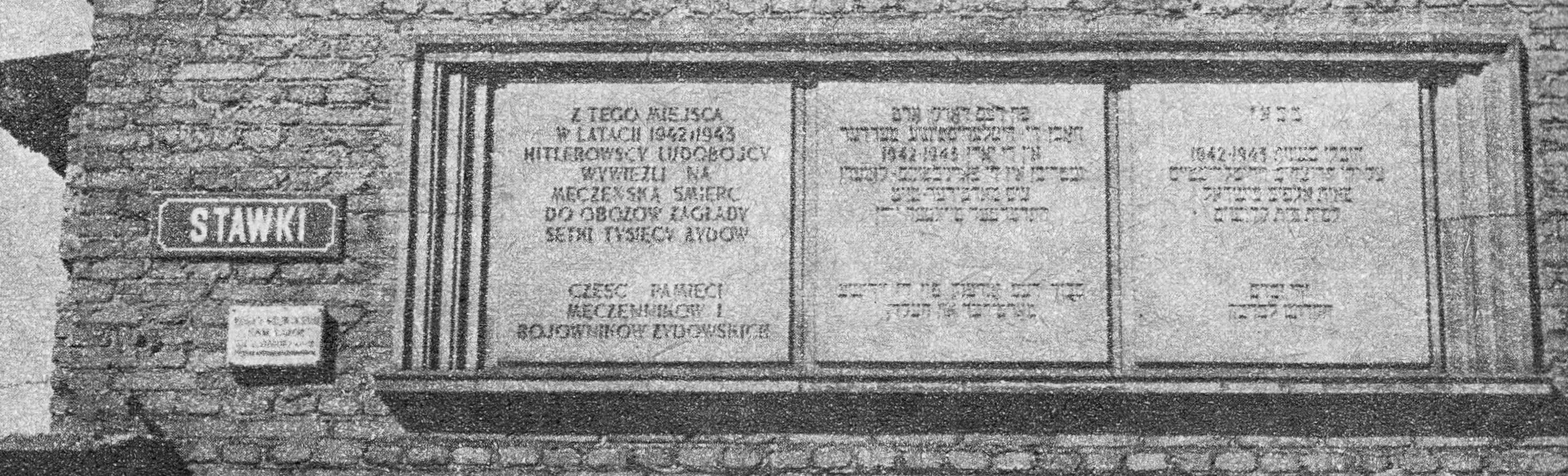
Primera conmemoración de posguerra de Umschlagplatz.

El monumento fue inaugurado el 18 de abril de 1988, en vísperas del 45.o aniversario del estallido del Levantamiento del gueto. Fue diseñado por Hanna Szmalenberg y Władysław Klamerus. Tiene la forma de un muro blanco de cuatro metros con una franja negra en la pared frontal del monumento, que es una referencia a los colores rituales de las vestiduras judías. El espacio rodeado por el muro de forma rectangular de 20 × 6 metros simboliza un vagón de ferrocarril abierto. Los 400 nombres polacos y judíos más populares antes de la guerra, fueron grabados en la pared interior del monumento en orden alfabético, desde Aba hasta Żanna. Estos nombres destacan cientos de años de coexistencia de las dos comunidades en Varsovia y la interpenetración de sus culturas y religiones.
Cada nombre también conmemora simbólicamente a mil víctimas del gueto de Varsovia. En la parte central del muro hay cuatro placas de piedra con inscripciones en polaco, yídish, inglés y hebreo:

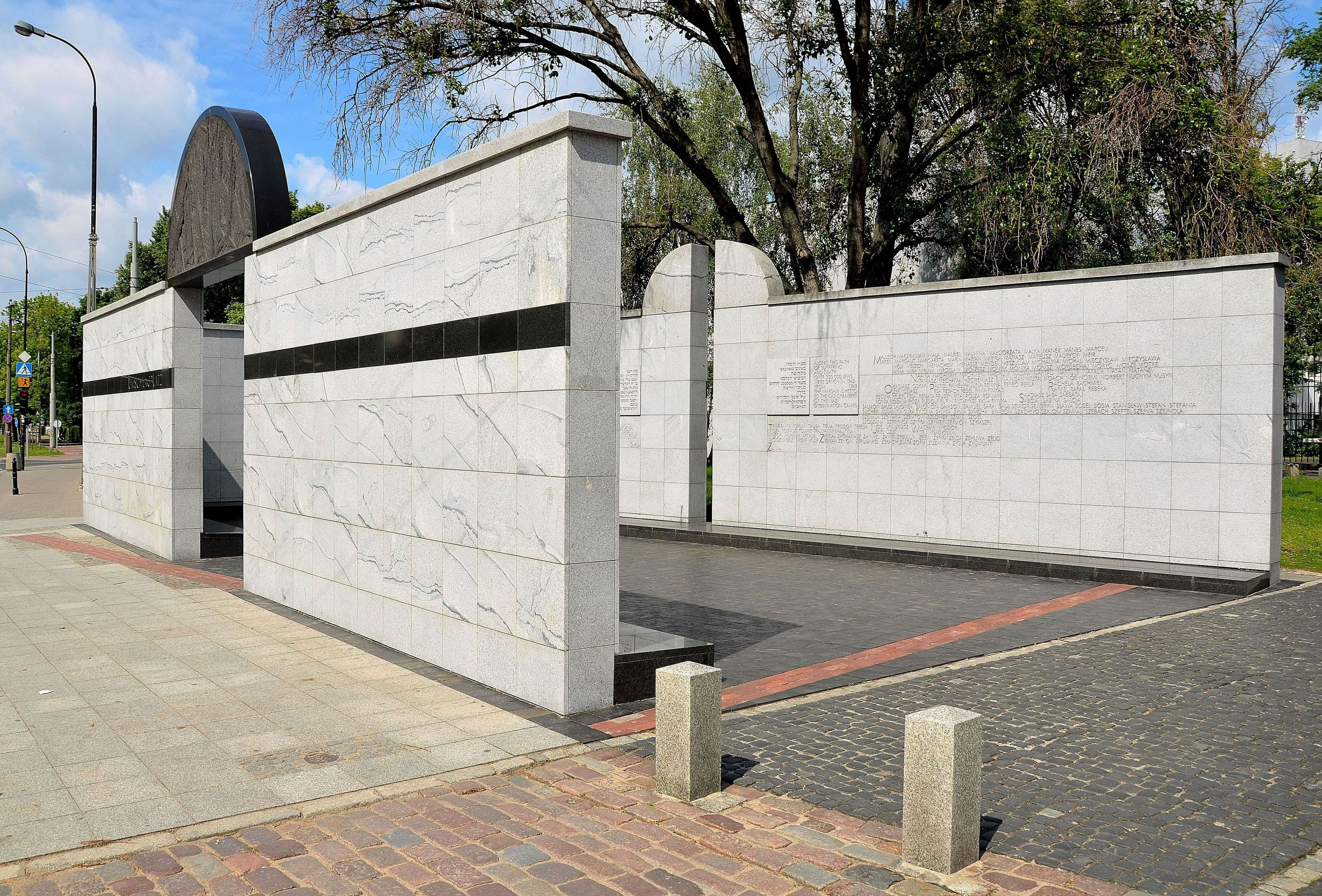
Los muros del monumento que rodean por tres lados un fragmento del antiguo Umschlagplatz, en primer plano el camino de la muerte.

"En los años 1942-1943, más de 300 mil judíos del gueto, que se había creado en Varsovia, fueron a los campos de exterminio nazis por este camino de sufrimiento."
La puerta de entrada a la zona de conmemoración está coronada con una placa semicircular de color negro en forma de matzeva, tallada en un bloque de sienita donado por el Gobierno y la sociedad de Suecia. Un relieve colocado en la placa, representa un bosque destrozado (en el arte funerario judío, un árbol roto significa muerte prematura y violenta) simboliza el exterminio de la nación judía. En el eje de la ancha puerta principal hay también una segunda puerta, un estrecho espacio vertical coronado por una matzeva cortada, a través de la cual se puede ver un árbol que creció detrás del monumento después de la guerra. Es un símbolo de esperanza. La posición axial de las dos puertas simboliza la transición de la muerte a la esperanza de vida.

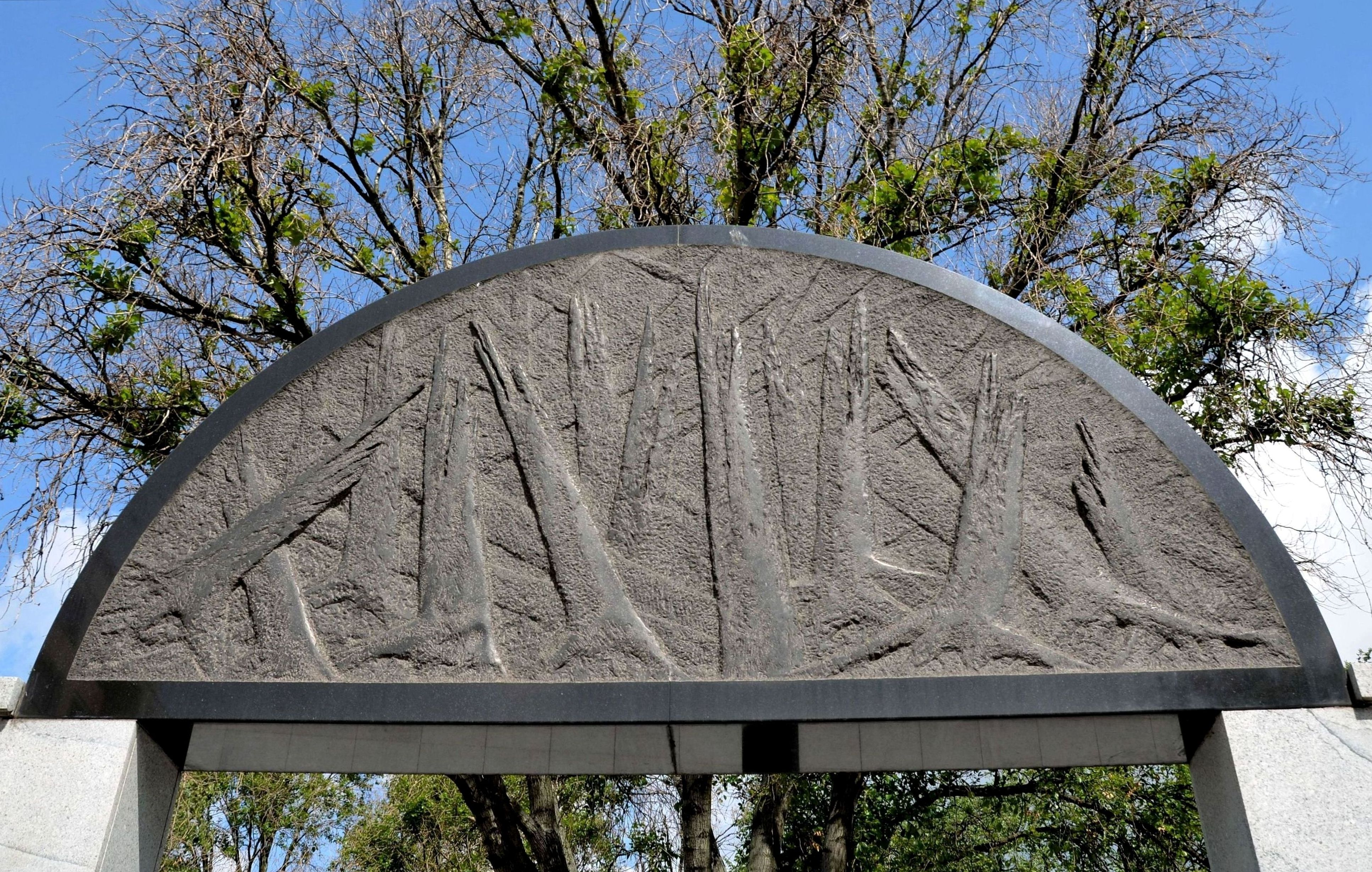
Un bloque de sienita sobre la entrada con el símbolo de un bosque destrozado.

En la pared lateral del edificio adyacente a la conmemoración (antes de la guerra no 8, ahora no 10) hay una cita del Libro de Job en polaco, yídish y hebreo: ¡Oh tierra, no cubras mi sangre, y no haya lugar para mi clamor! (Job 16:18). Las inscripciones intersecan los contornos de dos ventanas y puertas. Desde la calle Stawki, entre la parte principal del monumento y la pared de la escuela, corre el camino de la muerte, por el que los judíos que esperaban en la plaza al transporte a Treblinka, fueron conducidos a la rampa ferroviaria. En la parte de conmemoración, el camino fue pavimentado con cubos de basalto negro.
En la pared posterior del monumento se grabaron la inscripción que proviene de la placa conmemorativa y los nombres de sus creadores y fundadores.
El monumento es el final de la Ruta del martirio y el combate de los judíos, inaugurada el mismo día, que se comienza en la intersección de las calles Anielewicza y Zamenhofa y que pasa por las calles Zamenhofa, Dubois y Stawki.
El 11 de junio de 1999, durante su séptimo viaje apostólico a Polonia, Juan Pablo II hizo oración por la nación judía aquí.

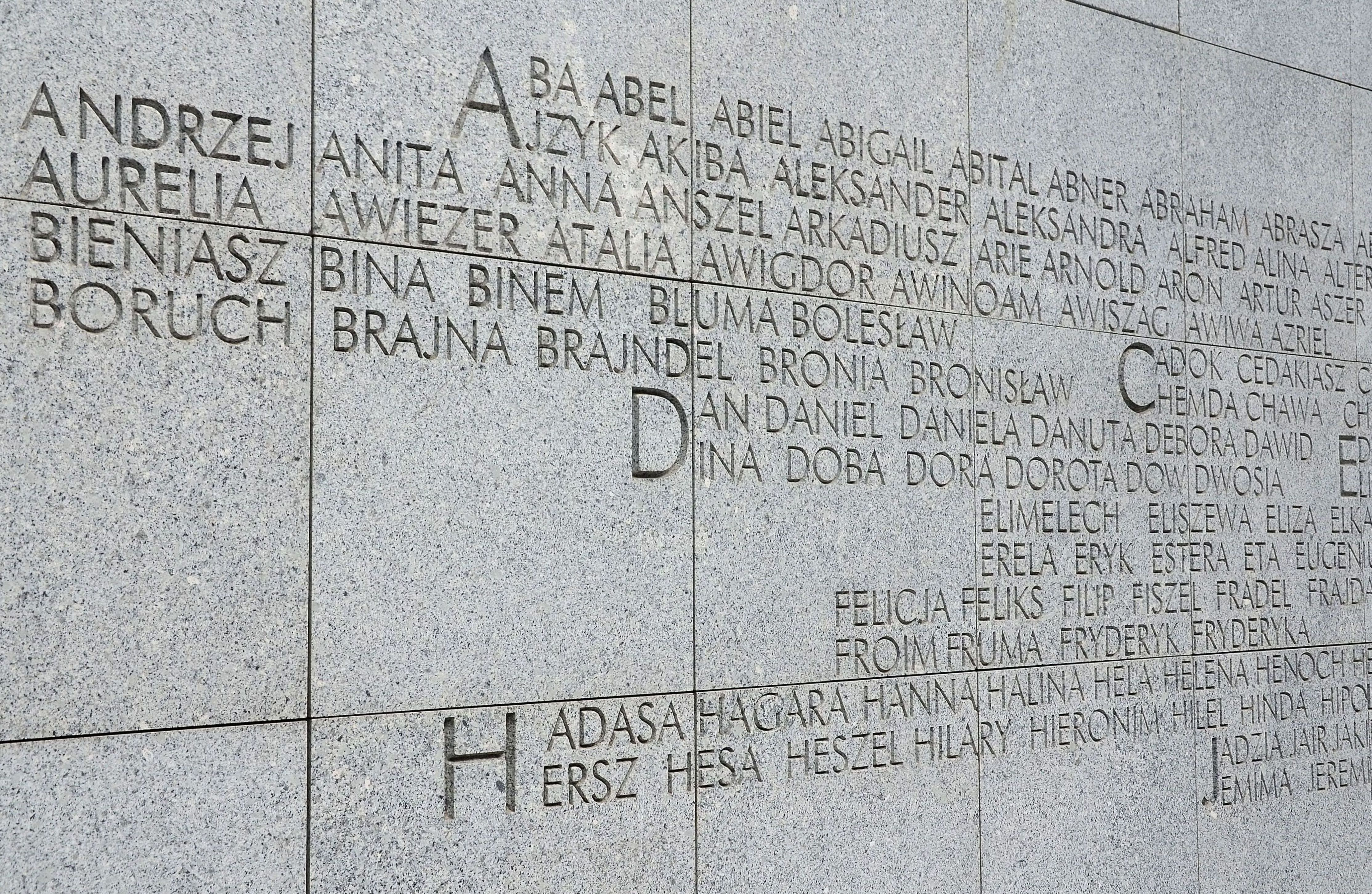
Nombres grabados en la pared del monumento.

En 2002, el monumento, junto con un fragmento conservado de la plaza de transbordo y dos edificios adyacentes (antes de la guerra calle Stawki 4/6 y 8, ahora número 10) fueron inscritos en el registro de monumentos.
En los años 2007-2008, el monumento fue completamente renovado, ya que se encontraba en muy mal estado debido a la mala calidad de los materiales utilizados para su construcción. En este tiempo, los paneles de mármol blanco Biała Marianna se sustituyeron por un revestimiento más resistente a las condiciones climáticas de granito gris de Zimnik en Baja Silesia. Según el diseño de Hanna Szmalenberg y Teresa Murak, la plaza alrededor del monumento fue atravesada por un camino de grava y de arcilla, y desde la intersección de las calles Stawki y Dzika hacia la plaza se plantó una estrecha franja de un hisopo de color azul (el color de la bandera de Israel).
Para conmemorar a las víctimas del desplazamiento del gueto de Varsovia en 1942, desde el año 2012, al lado del monumento se comienza Marsz Pamięci 22 lipca (en español, Marcha Conmemorativa del 22 de julio), organizada por el Instituto Histórico Judío.

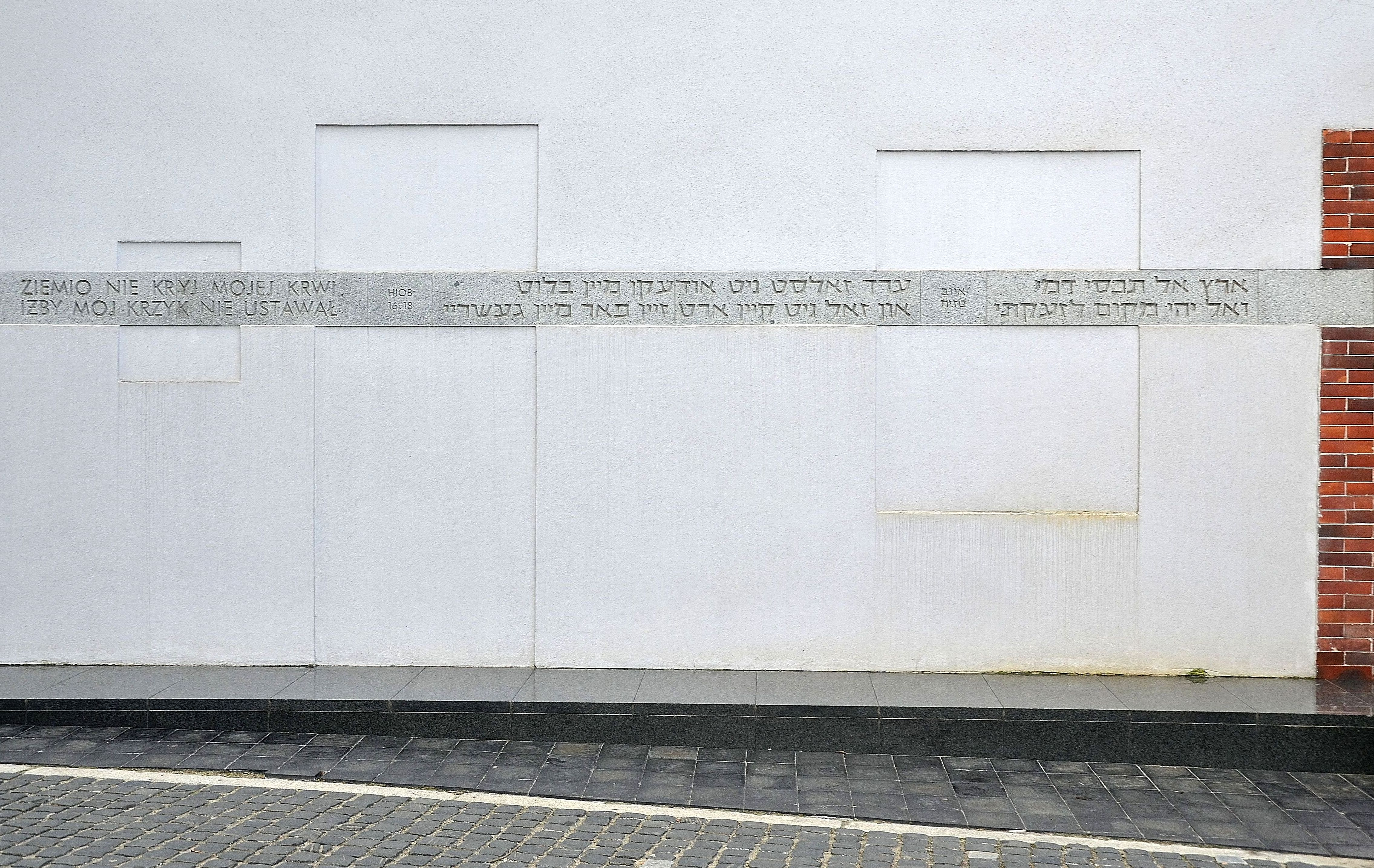
Cita del Libro de Job en la pared lateral del edificio que corta a través de los contornos de ventanas y puertas.

## Primera conmemoración de Umschlagplatz
El monumento actual sustituyó la primera conmemoración de posguerra de este lugar en forma de una placa de arenisca colocada en 1948 en la pared lateral de uno de los edificios de Umschlagplatz (desde el lado de calle Stawki). Contenía una inscripción en polaco, yídish y hebreo:
"Desde allí, en los años 1942 y 1943, los nazis genocidas transportaron a cientos de miles de judíos a campos de exterminio para su martirio. Una parte de la memoria de los mártires y luchadores judíos."

## Entorno

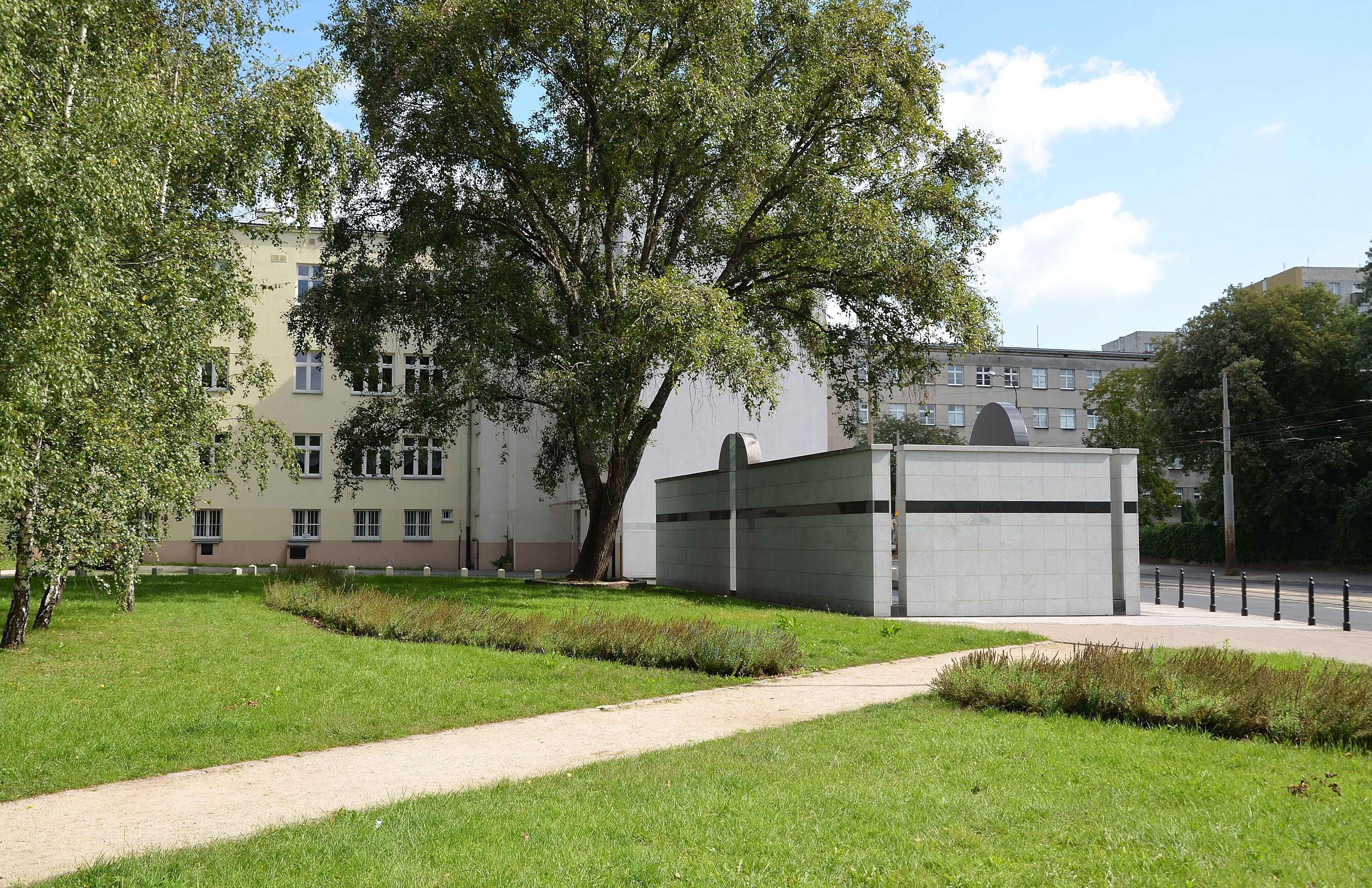
Conmemoración desde el lado de calle Dzika.

- Conmemoración desde el lado de calle Dzika.Ruta conmemorativa del martirio y combate judío: un bloque de piedra que conmemora la creación del gueto en Varsovia por los alemanes en 1940 (Calle Stawki, esquina con calle Dzika).
- El edificio de la Facultad de Psicología de la Universidad de Varsovia (antes de la guerra no 21, ahora no 5/7): en este edificio, en los años 1942-1943, estacionó la tropa de las SS que supervisó a Umschlagplatz.
- En la parte posterior del Complejo de Escuelas Secundarias y Económicas no 1, se ha conservado un fragmento del muro del gueto, que fue el límite de Umschlagplatz.[11][12] En 2014, fue demolido y reconstruido después de la limpieza de los ladrillos.[13][14]